# Zwenkau
Zwenkau är en stad i Landkreis Leipzig i förbundslandet Sachsen i Tyskland. Staden har cirka 9 000 invånare.